# أركانتاوات
الأركانتاوات (الاسم العلمي: Eurycanthinae) هي أسرة من الحشرات تتبع فصيلة الشبحات من رتبة الشبحيات.

## التصنيف
- الأركانتاوية
  - الأركانتة
  - كركند الشجر